# Edward Maya

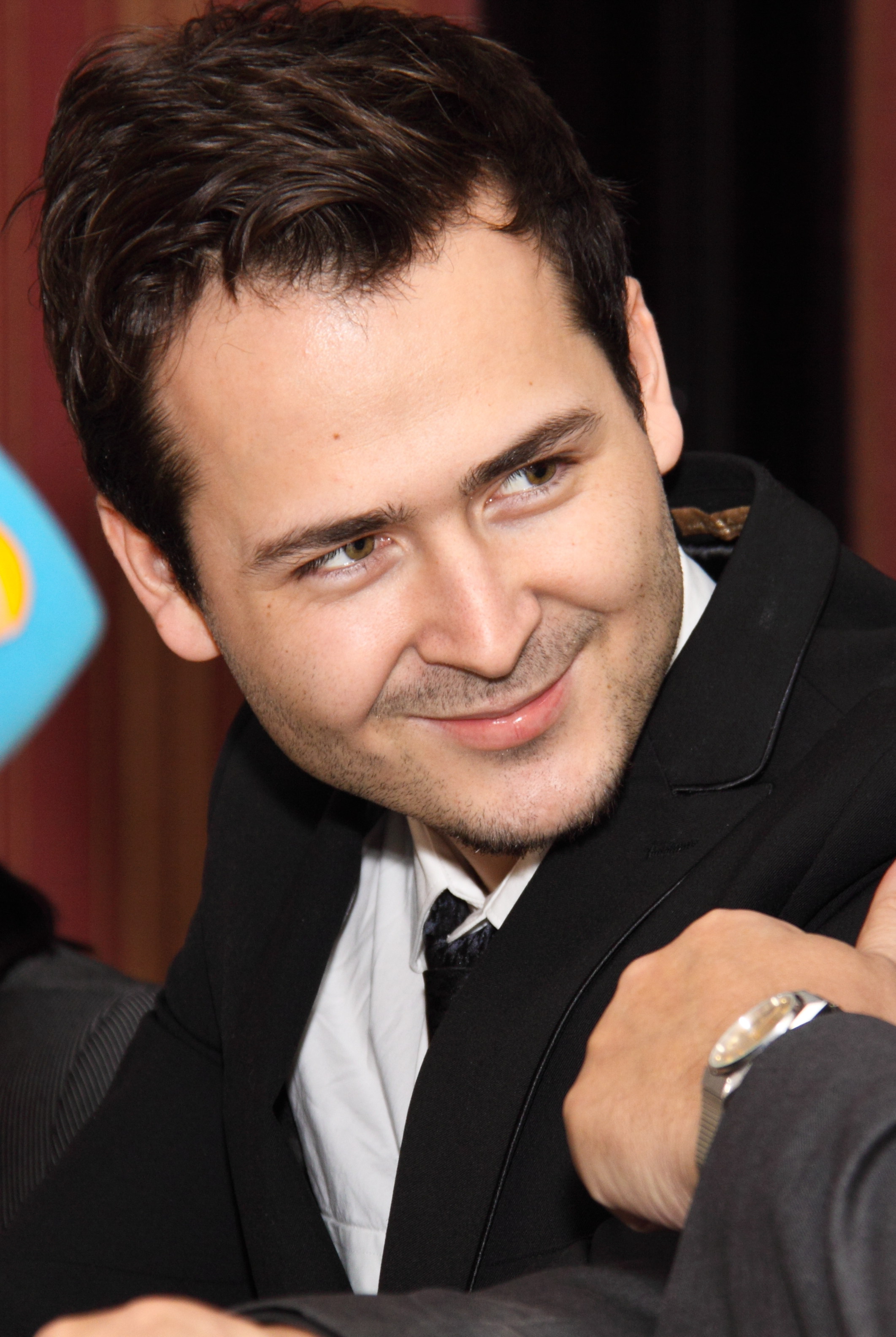
Edward Maya

Eduard Adrian Ilie, född 29 juni 1986 i Bukarest, mer känd som Edward Maya, är en rumänsk musiker, musikproducent, artist och kompositör. Han utexaminerades från George Enescu Music High School i Bukarest och är för närvarande sistaårselev vid Nationella musikuniversitetet i Bukarest (rumänska: Universitatea Națională de Muzică București).
Vid 19 års ålder komponerade Maya en låt tillsammans med Eduard Carcota för Eurovision Song Contest 2006, som till slut hamnade på en fjärdeplats (Mihai Trăistariu - Tornerò, svenska: Jag kommer tillbaka). Detta genombrott följdes av en hektisk period för Maya, som har arbetat med olika kontrakt med rumänska artister utomlands, bland annat Akcent, Costi Ioniţă och Vika Jigulina.
Sommaren 2009 lanserade Maya sin första låt som artist, "Stereo Love", en låt som nådde en andraplats på rumänska singellistan. Senare samma år blev låten en hit över hela världen. Denna framgång följdes av konserter över hela världen, och låten toppade omgående listorna i Nederländerna, Storbritannien och Belgien.
"Stereo Love" fick över 40 miljoner Youtube-visningar efter ungefär 8 månader.

## Diskografi

### Singlar
- 2010 - Stereo Love (ft. Vika Jigulina)
- 2010 - This Is My Life (ft. Vika Jigulina)
- 2011 - Dancing For Your Life (ft. Massari)
- 2011 - Desert Rain (ft. Vika Jigulina)
- 2012 - Love Story (ft. Violet Light)
- 2012 - Back Home (ft. Violet Light)
- 2012 - Next Door (ft. Violet Light)
- 2013 - Mono In Love (ft. Vika Jigulina)

| År   | Titel             | Listplaceringar | Listplaceringar | Listplaceringar | Listplaceringar | Listplaceringar | Listplaceringar | Listplaceringar | Listplaceringar | Listplaceringar | Listplaceringar | Listplaceringar | Listplaceringar | Listplaceringar | Listplaceringar | Listplaceringar | Listplaceringar | Listplaceringar | Listplaceringar | Guldskiva                                                               | Album       |
| År   | Titel             | BRA             | ROM             | AUT             | BEL WAL         | BEL FLA         | NDL             | EST             | FRA             | DEU             | IRL             | ESP             | ITA             | CHE             | SWE             | RUS             | GBR             | EU              | CAN             | Guldskiva                                                               | Album       |
| ---- | ----------------- | --------------- | --------------- | --------------- | --------------- | --------------- | --------------- | --------------- | --------------- | --------------- | --------------- | --------------- | --------------- | --------------- | --------------- | --------------- | --------------- | --------------- | --------------- | ----------------------------------------------------------------------- | ----------- |
| 2009 | "Stereo Love"     | 8               | 2               | 2               | 2               | 7               | 1               | 1               | 1               | 4               | 1               | 1               | 4               | 2               | 1               | 2               | 4               | 3               | 19              | - BEL: Guld - DNK: Platinum - DEU: Guld - ITA: Platinum - CHE: Platinum | Stereo Love |
| 2010 | "This Is My Life" | —               | 3               | —               | 12              | —               | 24              | 23              | 2               | —               | —               | —               | 7               | 43              | 59              | 53              | —               | 10              | —               |                                                                         | Stereo Love |